# Аллаш, Мария Евгеньевна
Мари́я Евге́ньевна Алла́ш (род. 9 марта 1976, Москва) — российская балерина, прима Большого театра с 1994 года. Народная артистка России (2012).

## Биография
Родилась 9 марта 1976 года в Москве.
Окончила Московское хореографическое училище (педагог — профессор, народная артистка СССР Софья Головкина).
С 1994 года солистка Большого театра. Её педагогами-репетиторами в разное время были Татьяна Голикова и Нина Семизорова.
Муж — солист Большого театра, заслуженный артист России Алексей Лопаревич.

## Партии

### 1994 год
- мазурка, одиннадцатый вальс («Шопениана» на музыку Ф. Шопена, хореография М. Фокина)

### 1995 год
- Повелительница дриад («Дон Кихот» Л. Минкуса, хореография М. Петипа, А. Горского в редакции Ю. Григоровича)
- графини Вишни («Чиполлино» К. Хачатуряна в постановке Г. Майорова)
- Мирта («Жизель» А. Адана, хореография Ж. Коралли, Ж. Перро, М. Петипа в редакции Ю. Григоровича, затем и в спектакле в редакции в. Васильева)
- Эгина («Спартак» А. Хачатуряна, хореография Ю. Григоровича)

### 1996 год
- Испанская невеста («Лебединое озеро» П. Чайковского, хореография А. Горского, М. Петипа, Л. Иванова в редакции Ю. Григоровича)
- Гамзатти («Баядерка» Л. Минкуса, хореография М. Петипа в редакции Ю. Григоровича)
- два лебедя («Лебединое озеро» в постановке В. Васильева) — была в числе первых исполнителей балета в этой редакции

### 1997 год
- Уличная танцовщица («Дон Кихот»)
- Клеманс, первая вариация в картине «Грезы Раймонды», Генриетта («Раймонда» А. Глазунова, хореография М. Петипа в редакции Ю. Григоровича)
- Фея Сапфиров, Фея Сирени («Спящая красавица» П. Чайковского, хореография М. Петипа в редакции Ю. Григоровича)
- третья вариация в картине «Тени» («Баядерка»)
- первая вариация в гран па («Дон Кихот»)
- Фея Золота («Спящая красавица»)

### 1998 год
- «четвёрка» («Моцартиана» на музыку П. Чайковского, хореография Дж. Баланчина) — была в числе первых исполнителей этого балета в Большом театре
- Мехмене Бану («Легенда о любви» А. Меликова, хореография Ю. Григоровича)

### 1999 год
- кобылицы («Конек-Горбунок» Р. Щедрина в постановке Н. Андросова) — была в числе первых исполнителей этого балета
- «две пары» в III части («Симфония до мажор» на музыку Ж. Бизе, хореография Дж. Баланчина) — была в числе первых исполнителей этого балета в Большом театре

### 2001 год
- три лебедя, Венгерская невеста, сверстницы принца («Лебединое озеро» во второй редакции Ю. Григоровича) — была в числе первых исполнителей балета в этой редакции

### 2003 год
- Раймонда («Раймонда»)

### 2004 год
- Одетта-Одиллия («Лебединое озеро»)
- ведущая солистка («Кончерто барокко» на музыку И. С. Баха, хореография Дж. Баланчина)
- солистка III части («Симфония до мажор»)
- Леа («Леа» на музыку Л. Бернстайна в постановке А. Ратманского, вторая редакция)

### 2005 год
- Никия («Баядерка»)
- Ипполита (Титания) («Сон в летнюю ночь» на музыку Ф.Мендельсона-Бартольди и Д.Лигети в постановке Дж. Ноймайера)
- Страсть («Предзнаменования» на музыку П. Чайковского, хореография Л. Мясина) — первая исполнительница в России
- Китри («Дон Кихот»)

### 2006 год
- Рита («Золотой век» Д. Шостаковича в постановке Ю. Григоровича)

### 2007 год
- солистка («Серенада» на музыку П. Чайковского, хореография Дж. Баланчина) — была в числе первых исполнителей этого балета в Большом театре
- солистка («Класс-концерт» на музыку А. Глазунова, А. Лядова, А. Рубинштейна, Д. Шостаковича, хореография А. Мессерера)

### 2009 год
- Флер де Ланс («Эсмеральда» Ц. Пуни, хореография М. Петипа, постановка и новая хореография Ю. Бурлаки, В. Медведева) — первая исполнительница

### 2010 год
- Пахита (Большое классическое па из балета «Пахита» Л. Минкуса, хореография М. Петипа, постановка и новая хореографическая редакция Ю. Бурлаки)

### 2012 год
- солистка в «Рубинах» (II части балета «Драгоценности») на музыку И. Стравинского (хореография Дж. Баланчина)

### 2016 год
- Люська («Золотой век» Д. Шостаковича в постановке Ю. Григоровича)

## Награды
- Народная артистка России (2012)[2]
- Заслуженная артистка России (2002)